# マックス・ブラック
マックス・ブラック (Max Black, 1909年2月24日 – 1988年8月27日) は、イギリスとアメリカ合衆国で活動したアゼルバイジャン出身の哲学者。現代の言語哲学における隠喩（メタファー）論、および第二次大戦後の分析哲学史の重要人物。

## 人物
1909年、当時ロシア帝国領であったアゼルバイジャン・バクーのユダヤ人家庭に生まれた。一家はロシアにおける反ユダヤ主義から逃れて、まずパリに移り、1912年にロンドンに移住した。ケンブリッジ大学クイーンズ・カレッジで学び、1930年に文学学士号を取得。1年間ドイツのゲッティンゲン大学で学んだ後、スーザン・ステビングの指導の下、1939年にロンドン大学大学院で哲学博士号を取得、1955年には文学博士号も取得した。1936年から1940年までロンドン教育大学講師。1940年にアメリカ合衆国に移住し、1948年に帰化した。
渡米後の教職歴としては、イリノイ大学とコーネル大学で教授を務めた。コーネル大学の同僚にマルコムやヴラストスがいた。1977年に退職した後も、複数の大学で講義した。
学界ではアメリカ芸術科学アカデミー、アメリカ哲学協会、アリストテレス協会などの会員であり、1950年にはグッゲンハイム・フェローに選出された。
1988年にニューヨーク州イサカで死去。

## 業績
リチャーズに始まりビアズリーやデイヴィドソン、サールらに続く、現代の隠喩（メタファー）論の主要人物として知られる。ブラックは隠喩論において「相互作用説」(interaction theory) の立場をとった。リクールも『生きた隠喩』で度々参照している。
隠喩のほかにも、数学の哲学、曖昧さ、帰納、不可識別者同一の原理、サピア＝ウォーフの仮説など多様なトピックを扱った。
「クリティカル・シンキング」という言葉を最初に用いた人物とも言われる。
1952年、最初の英語版フレーゲ著作集をギーチとの共訳で刊行した。その中で『意義と意味について』などを英訳している。1964年にはウィトゲンシュタイン『論理哲学論考』の解説書を刊行した。

## 著作
200以上の著作を残した。

### 日本語訳された著作
- 「帰納の正当化」中村秀吉訳 (『現代の科学哲学』Voice of America編, 大出晁・坂本百大監訳, 誠信書房 1967)[11]
- 『言語と人間 その迷路を解く』上野直蔵監訳, 金関寿夫訳, エンサイクロペディアブリタニカ日本支社 1968[12]
- 「ウォーフ主義についてのいくつかの問題点」(『言語と思想』シドニー・フック編, 三宅鴻・大江三郎・池上嘉彦訳, 研究社出版 1974年)[13]
- 「隠喩」尼ヶ崎彬訳 (『創造のレトリック』佐々木健一編訳, 勁草書房 1986)[14]